# Simon Karas
Símon Karás (en grec moderne : Σίμων Καράς) (né le 21 mai 1903 et décédé le 26 janvier 1999), est un musicien éminent et musicologue grec spécialisé dans la tradition musicale byzantine.
Símon Karás a approfondi l'étude de la paléographie de la notation musicale byzantine, s'illustrant par sa contribution émérite à la collecte et la préservation de manuscrits musicaux antiques. De plus, il a compilé des interprétations de chansons folkloriques grecques et de chants byzantins provenant de diverses régions, qu'il a scrupuleusement transcrites en notation byzantine, altérant et modifiant parfois certaines pièces pour répondre à ses exigences. En outre, il a également composé sa propre musique et s'est distingué en tant que chanteur ou interprète.
La figure de Símon Karás suscite une grande controverse parmi les spécialistes de la musique byzantine et les interprètes, qui se divisent en deux camps : ceux qui soutiennent sa philosophie et ses œuvres, et ceux qui s'y opposent. Les détracteurs de Karas avancent principalement que certaines de ses œuvres et expérimentations musicales sont hautement non traditionnelles, voire hérétiques selon leur point de vue.

## Révisionnisme
Símon Karás a soumis plusieurs révisions à la pratique traditionnelle du chant religieux byzantin contemporain. Bien que ces modifications aient été en partie acceptées par certains groupes de chanteurs byzantins, elles ont été fermement rejetées par d'autres. Cette divergence de pratiques constitue l'essence même de la controverse entourant la personne et l'héritage de Símon Karás.

### Notation
Dans ses travaux, Símon Karás a constaté que les neumes byzantins qualitatifs peuvent être interprétés de plusieurs manières différentes. Selon lui, l'expérience du chantre et son choix personnel déterminent l'interprétation utilisée dans chaque cas particulier. Par exemple, une combinaison de neumes telle qu'« un kentemata au-dessus d'un oligon au-dessus d'un psefiston » peut être lue de plusieurs manières alternatives. Bien que certaines lectures soient plus fréquentes en pratique, toutes les interprétations seraient également valables théoriquement. Afin de réduire cette ambiguïté, Símon Karás a proposé de réintroduire certains des anciens chants qualitatifs (paléographiques) pour différencier les différents embellissements possibles.

### Interprétation des modes
Símon Karás a cherché à réviser la classification musicale traditionnelle à 8 modes, en explorant de manière musicologique les structures internes d'intervalles des modes musicaux et en reconstituant leur histoire et leurs relations. Sa tentative de réforme a suscité une vive controverse parmi les chanteurs d'église et les chœurs, qui ont été divisés sur l'acceptation de ses idées novatrices.

## Œuvres choisies
- Méthode de la musique grecque (une série de livres)
- Ioannis Maistor Koukouzelis et son époque
- Engomie

## Adeptes les plus importants
On peut citer parmi les chanteurs et les chœurs qui ont adopté, du moins partiellement, les théories et les propositions pratiques de Símon Karás : 
- Cappella Romana
- Lycourgos Angelopoulos (et la pratique actuelle du chœur grec byzantin en général)[2]
- Chœur du monastère de Vatopédi